# 京福電気鉄道モト1000形電車

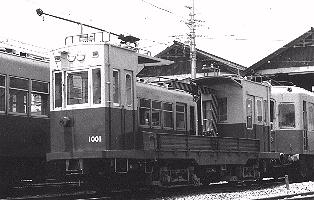
デト1001登場時（修学院車庫）

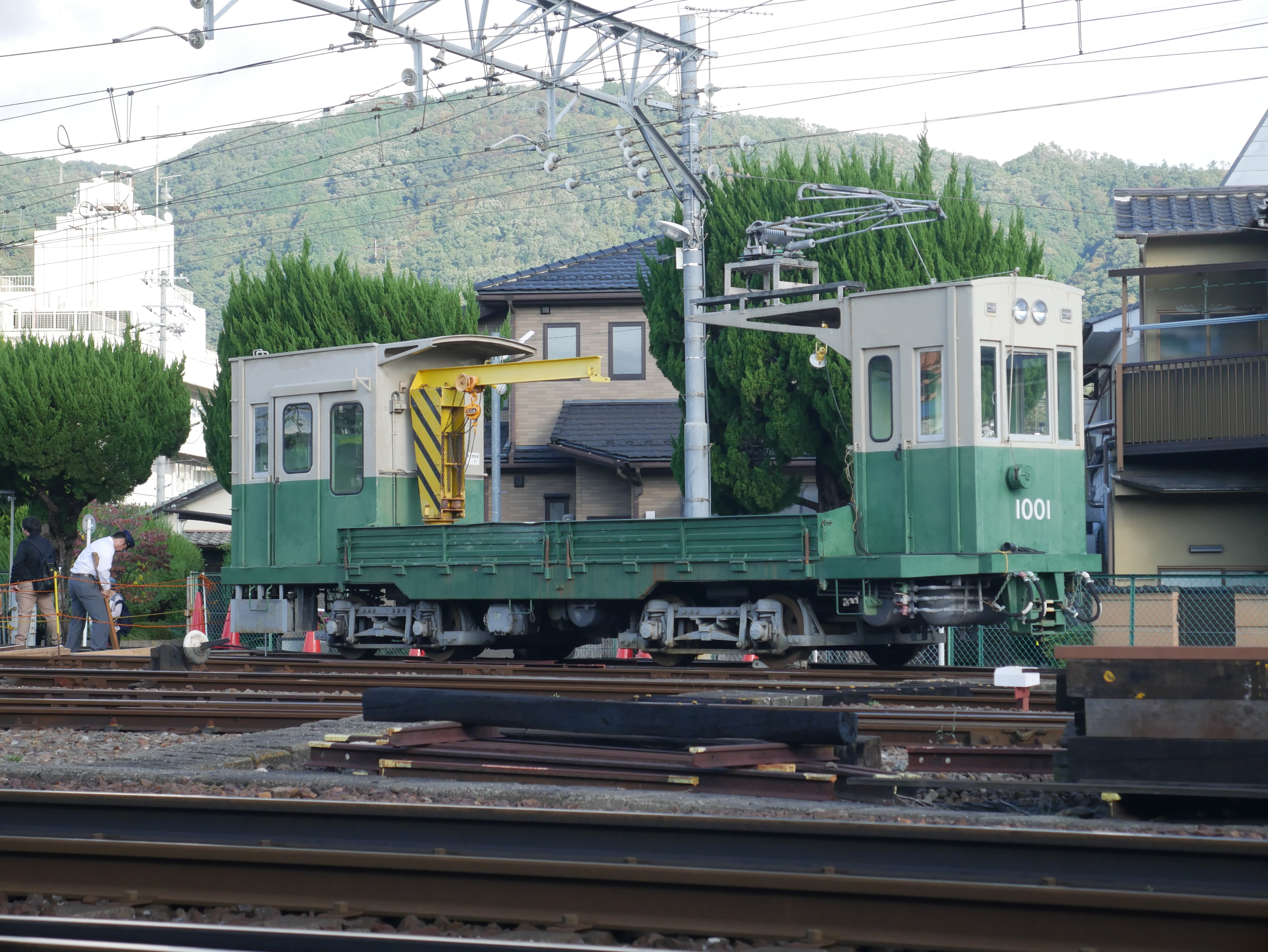
叡電デト1001（修学院車庫）

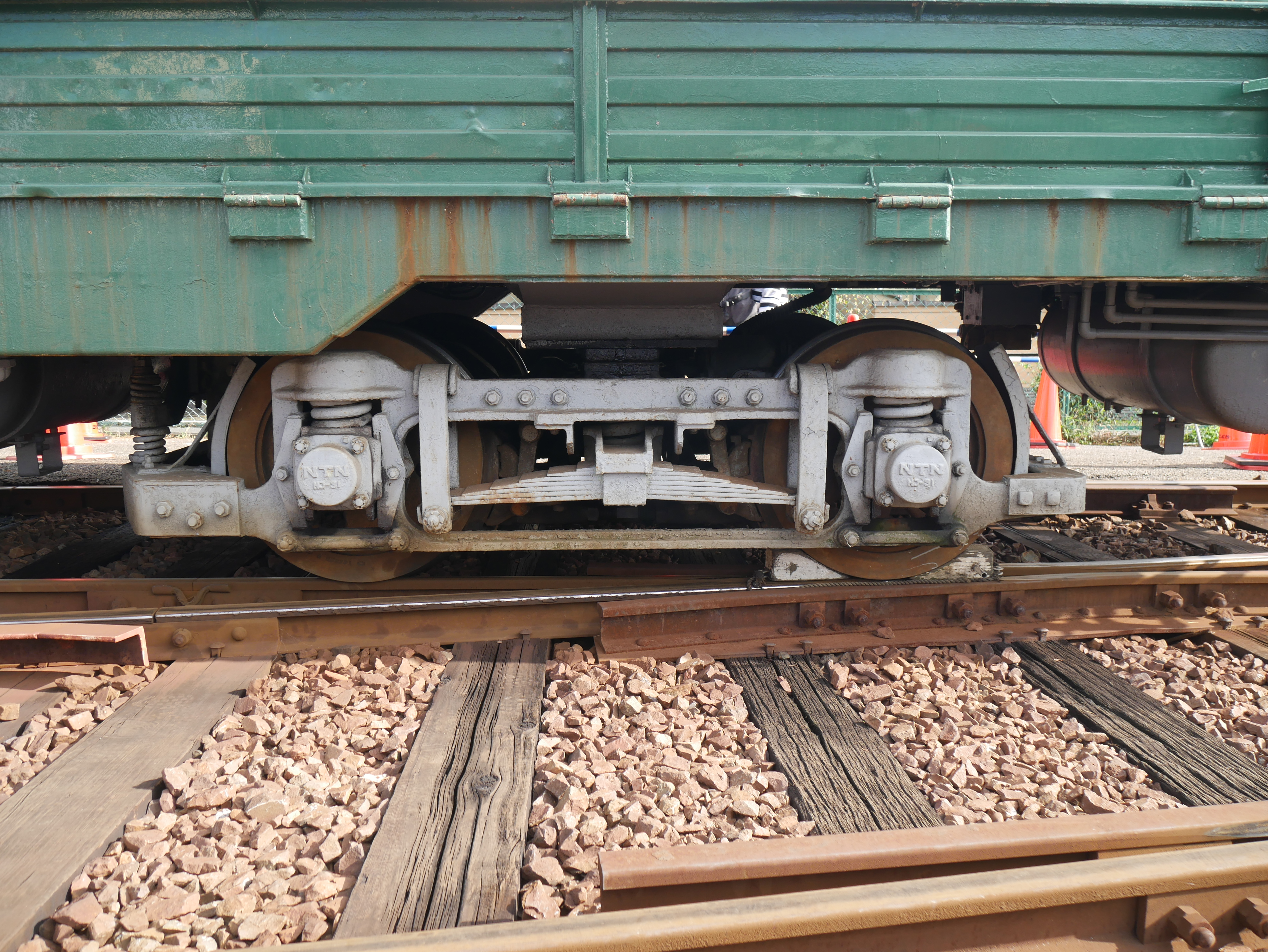
KS-40L台車

京福電気鉄道モト1000形電車（けいふくでんきてつどうモト1000がたでんしゃ）は、京福電気鉄道に在籍する無蓋電動貨車。なお、本項では同系車である叡山電鉄デト1000形電車（えいざんでんてつデト1000がたでんしゃ）についても記述する。

## 概要
嵐山線フモ501形フモ501、及び叡山線デワ101形デワ101の置き換え用として1974年にモト1001・デト1001の2両が武庫川車両で製造され、それぞれ嵐山線、叡山線に配置された。
車体は10m級無蓋の普通鋼製となっている。細長い前面窓には3枚窓を採用し、前面窓上に前照灯を、上両側に標識灯を装備している。ダークアイボリーで塗装され、前面窓下から側窓下にかけてダークグリーンで塗装されている。
制御方式は直接制御 であり、主要機器類は主電動機として京都市交通局600形から流用した50PS (37.5kW) のものを2基、駆動装置は吊掛け駆動方式を採用、台車は同じく京都市交通局600形から流用したKS40Lを履いている。また、四条大宮・北野白梅町寄り（デト1000形は出町柳寄り）にZ型パンタグラフが設置されている。

## 運用
1974年に使用開始した。モト1000形は1975年の嵐山線ポール集電廃止、デト1000形は1978年の叡山線ポール集電廃止に伴い、集電装置をZ型パンタグラフに変更した。
形式記号と配置線区が異なる以外は同一形式の2両だが、1986年の叡山線の分社化によりデト1000形は叡山電鉄の所属となった。
現在、モト1000形は嵐山本線・北野線の全線で保線・救援車として、デト1000形は叡山本線・鞍馬線の全線で保線工事用に使用されている。
デト1000形についてはATSを持たないため、営業時間中は運転されない。
モト1000形は帷子ノ辻駅構内（撮影所前駅寄り）の留置線に留置されていることが多かったが、現在は西院車庫の中に入っている。

## 特筆される点
- 先代のフモ501形とデワ101形も共通設計の電動貨車であった[6]。
  - 京福電気鉄道では全く異なる規格の路線群が3つ（嵐電・叡電・越前）あり、後年まで全く統一されなかったが、フモ501形とデワ101形、モト1000形とデト1000形の2車種のみが共通規格で製造された。
- モト1000形、デト1000形には排障器やバックミラーの有無などの外観上の相違がある[1]。
- 両形式とも（トロリーバスを除く通常の鉄道車両で）新製時からトロリーポールを装備した日本最後の鉄道車両である。新造時よりZパンタに交換可能な準備工事がなされていた。
- 叡電については旅客用車両の入れ替えが進んだため、京福からの分割前に製造された、唯一の車両となっている。
- 日本国内の現役の鉄道車両としては非常に珍しくなったレトリーバーを装備している車両である。
- 2021年4月24日、修学院車庫にてデト1000形の撮影会が行われた[7]。

### 書籍
- 高間恒雄（編）、1998、『叡山電車形式集』、レイルロード ISBN 978-4947714077

### Web資料
- “車両紹介”.   京福電鉄. 2019年11月4日閲覧。
- “車両紹介 デト1000形”.   叡山電鉄. 2019年10月27日閲覧。